# Словенія на зимових Олімпійських іграх 2018
Словенія на зимових Олімпійських іграх 2018, що проходили з 9 по 25 лютого 2018 у Пхьончхані (Південна Корея), була представлена 34 спортсменами в 3 видах спорту.

## Медалісти
| Медалі | Спортсмени | Вид спорту  | Дисципліна                                | Дата      |
| ------ | ---------- | ----------- | ----------------------------------------- | --------- |
| Срібло | Яков Фак   | Біатлон     | індивідуальна гонка (чоловіки)            | 15 лютого |
| Бронза | Жан Кошир  | Сноубординг | паралельний гігантський слалом (чоловіки) | 24 лютого |

## Спортсмени
| Вид спорту   | Чоловіки | Жінки | Всього |
| ------------ | -------- | ----- | ------ |
| Біатлон      | 5        | 2     | 7      |
| Санний спорт | 2        | 0     | 0      |
| Хокей        | 25       | 0     | 25     |
| Усього       | 32       | 2     | 34     |